# Pseudoptilolepis chryselia
Pseudoptilolepis chryselia är en tvåvingeart som beskrevs av Schuehli och Carvalho 2005. Pseudoptilolepis chryselia ingår i släktet Pseudoptilolepis och familjen husflugor. Inga underarter finns listade i Catalogue of Life.